# Liste der Biografien/Kald
Liste der Biografien |
Portal Biografien |
Personensuche
# |
A |
B |
C |
D |
E |
F |
G |
H |
I |
J |
K |
L |
M |
N |
O |
P |
Q |
R |
S |
T |
U |
V |
W |
X |
Y |
Z |
?
 
Ka |
Kb |
Kc |
Kd |
Ke |
Kf |
Kg |
Kh |
Ki |
Kj |
Kl |
Km |
Kn |
Ko |
Kp |
Kr |
Ks |
Kt |
Ku |
Kv |
Kw |
Ky |
Kx |
Kz
 
Kaa–Kag |
Kah |
Kai |
Kaj |
Kak |
Kal |
Kam |
Kan |
Kao |
Kap |
Kar |
Kas |
Kat |
Kau |
Kav |
Kaw |
Kay |
Kaz
 
Kala |
Kalb |
Kalc |
Kald |
Kale |
Kalf |
Kalh |
Kali |
Kalj |
Kalk |
Kall |
Kalm |
Kaln |
Kalo |
Kalp |
Kals |
Kalt |
Kalu |
Kalv |
Kalw |
Kaly |
Kalz
Die Liste der Biografien führt alle Personen auf, die in der deutschsprachigen Wikipedia einen Artikel haben. Dieses ist eine Teilliste mit 38 Einträgen von Personen, deren Namen mit den Buchstaben „Kald“ beginnt.

## Kald
- Käld, Michael (* 1954), finnischer Fußballspieler und -trainer

### Kalda
- Kalda, Madde (1903–1984), estnische Prosaistin
- Kalda, Maie (1929–2013), estnische Literaturwissenschaftlerin und Kritikerin
- Kalda, Martti (* 1973), estnischer Orientalist und Schriftsteller
- Kalda, Piret (* 1966), estnische Theater- und Filmschauspielerin
- Kaldager, Christian Roy (1908–2005), norwegischer Generalmajor
- Kaldan, Fatih (* 1990), türkischer Fußballtorhüter
- Kaldarasch, Erwin (* 1940), deutscher Handballspieler und -trainer
- Kaldau, Niels Christian (* 1974), dänischer Badmintonspieler

### Kalde
- Kalde, Franz (* 1962), deutscher Kirchenrechtler
- Kaldellis, Anthony (* 1971), griechischer Byzantinist
- Kaldemorgen, Klaus (* 1953), deutscher Fondsmanager
- Kalden, Freimut, deutscher Filmproduzent, Dokumentarfilmer, Kameramann und Filmeditor
- Kalden, Joachim Robert (1937–2021), deutscher Immunologe und Rheumatologe
- Kaldenbach, Christoph (1613–1698), deutscher Dichterhumanist und eines der produktivsten Mitglieder des Königsberger Dichterkreises
- Kaldenbach, Fritz (1887–1918), deutscher Architekt und Grafiker
- Kaldenhof, Hermann (* 1945), deutscher Fußballspieler
- Kaldenhoff, Helmut (1915–1980), deutscher Textilkünstler, Glasmaler und Kunstprofessor
- Kaldenhoff, Ralf (* 1958), deutscher Botaniker und Hochschullehrer
- Kaldenkerken, Karl-Heinz van (1925–2020), deutscher Jurist und Oberstadtdirektor
- Kalder, Ruth Irene (1918–1983), deutsche Angestellte, Sekretärin bei Oskar Schindler
- Kaldewei, Gerhard (* 1951), deutscher Historiker
- Kaldewey, Rüdiger (1939–2024), deutscher Religionspädagoge
- Kaldewey, Walther (1896–1954), deutscher Psychiater und T4-Gutachter

### Kaldh
- Kaldhol, Marit (* 1955), norwegische Kinderbuchautorin

### Kaldi
- Káldi, György (1573–1634), ungarischer Jesuit und Bibelübersetzer
- Kaldırım, Hasan Ali (* 1989), türkischer FußballspielerHasan Ali Kaldırım (* 1989)

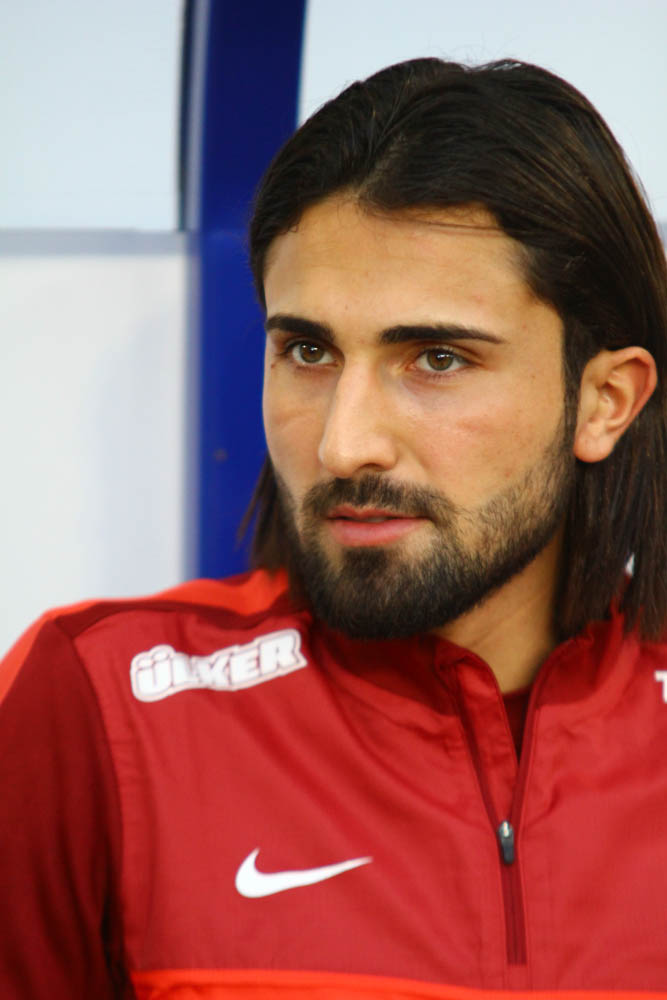
Hasan Ali Kaldırım (* 1989)

### Kaldm
- Kaldmaa, Kätlin (* 1970), estnische Schriftstellerin

### Kaldo
- Kaldor, Christopher R. (1955–2007), US-amerikanischer Schauspieler
- Kaldor, Mary (* 1946), britische Politikwissenschaftlerin und Hochschullehrerin
- Kaldor, Nicholas (1908–1986), britischer Ökonom
- Kaldor, Pierre (1912–2010), französischer Rechtsanwalt und Résistance-Kämpfer
- Kałdowski, Wojciech (* 1976), polnischer Leichtathlet

### Kaldr
- Kaldrack, Otto (1875–1955), deutscher Generalmajor

### Kaldu
- Kaldun, Dmitry (* 1985), belarussischer Sänger

### Kaldv
- Kaldvee, Martten (* 1986), estnischer Skilangläufer und Biathlet
- Kaldvee, Urmas (* 1961), estnischer Biathlet

### Kaldy
- Káldy, Zoltán (1919–1987), ungarischer lutherischer Bischof